# 萱草
萱草是阿福花科萱草屬植物，旧的克朗奎斯特分類法中属於百合科（Liliaceae）。另有黃花萱草、忘憂草、橙萱、紫萱、宜男草、療愁、鹿箭、黃花菜、金針菜等名。原產於中國、西伯利亞、日本和東南亞，臺灣於1661年由華南引入。為中國傳統的母親花，常以萱堂代稱母親，與椿庭相對，古稱諼草。

## 學名
所屬之萱草屬的拉丁文屬名Hemerocallis源於希臘文，表示「一日之美」，以其花一朵多僅開一日為名，從日出開至日落，隔日即換上另一、二朵綻放。多種在盆裡用來觀賞。其葉形為扁平狀的長線型，與地下莖有微量的毒，不可直接食用。花形則是於開花期會長出細長綠色的開花枝，花色橙黃、花柄很長、呈為像百合花一樣的筒狀。結出來的果子有翅。

### 品種
一般俗稱的「萱草」，是泛指較大的物種分類，除萱草本身外，另包含黃花菜及其同屬的多種植物，其種類繁多，花色豔麗；除食用外，多做觀賞用。可食用的萱草，北方人喚作黃花菜，廣東人叫做「金針」。
臺灣將萱草的本地種（學名： L.）稱作「金針菜」，主要生產區在臺灣東部的花蓮六十石山、赤科山，以及臺東太麻里山等山地。主要栽培品種為本地種；另有其他可將花蕾加工製成乾金針的食用品種，如H. citrina L.、H. minor Mill.、H. flava L.等。
中文俗名「黃花菜」所指物種學名為H. citrina、北黃花菜學名為H. lilioasphodelus、小黃花菜學名為H. minor；與觀賞用大苞萱草為不同物種，大苞萱草是不可食用的，卷丹也常被誤認甚至誤食。

### 變種
- 野萱草（H. fulva var. angustifolia or H. fulva var. longituba）：是二倍體的變種。
- 重瓣萱草（H. fulva var. kwanso）：是三倍體的變種。
- 常綠萱草（H. fulva var. aurantiaca）：又名橙萱。[5]

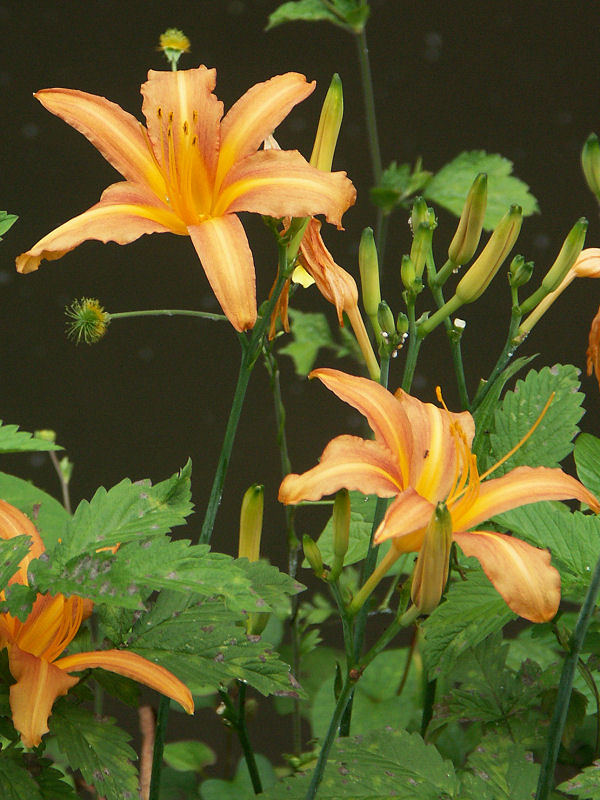
野萱草
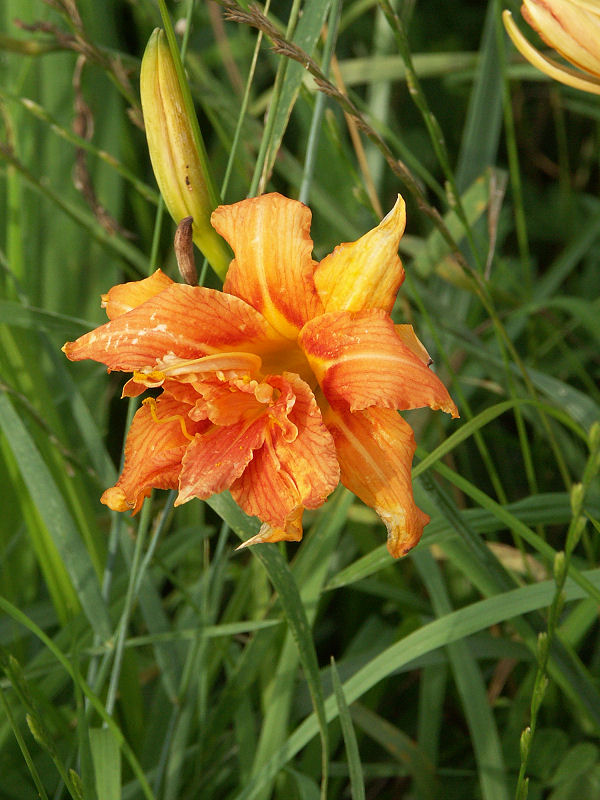
重瓣萱草
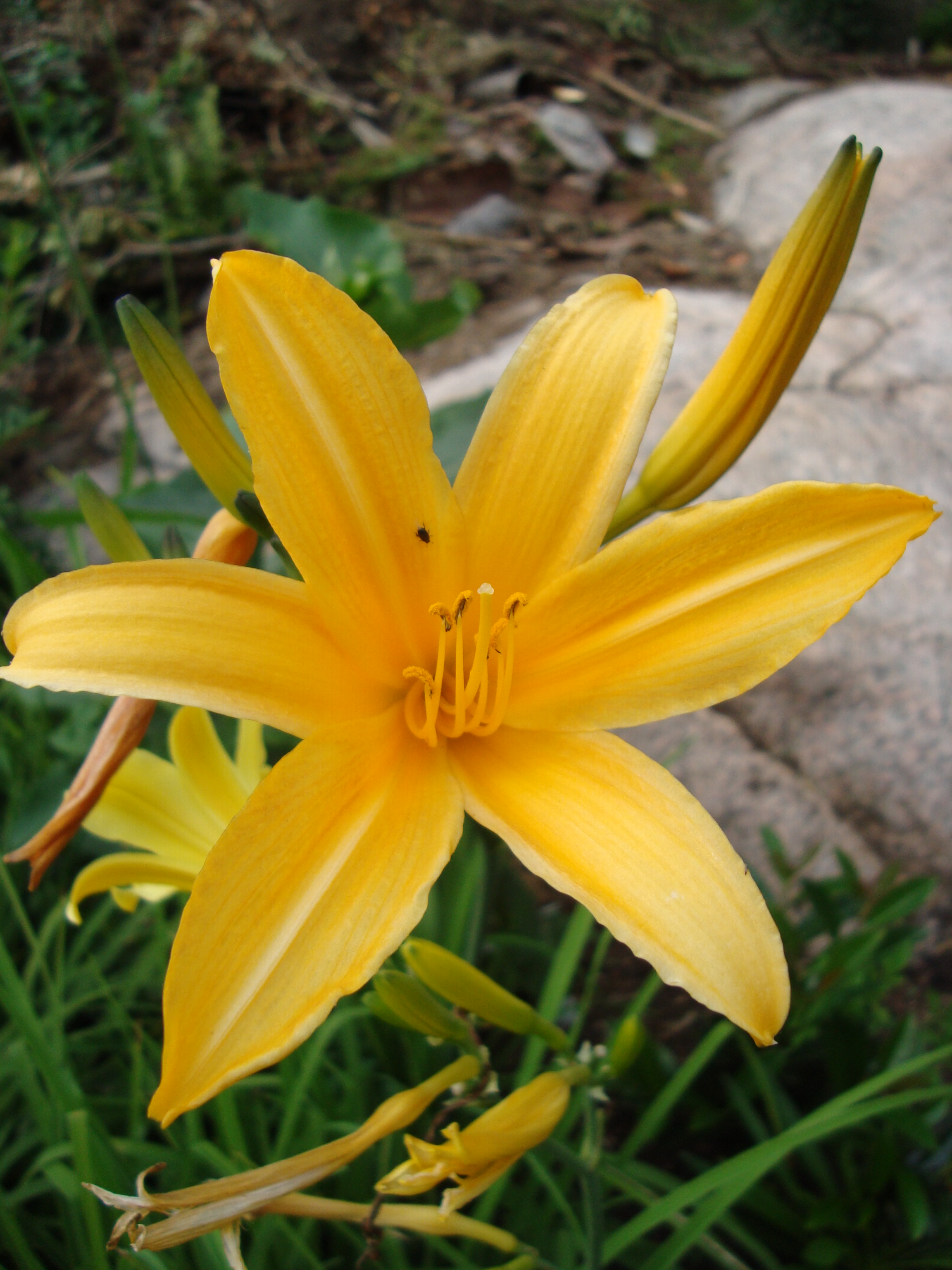
常綠萱草
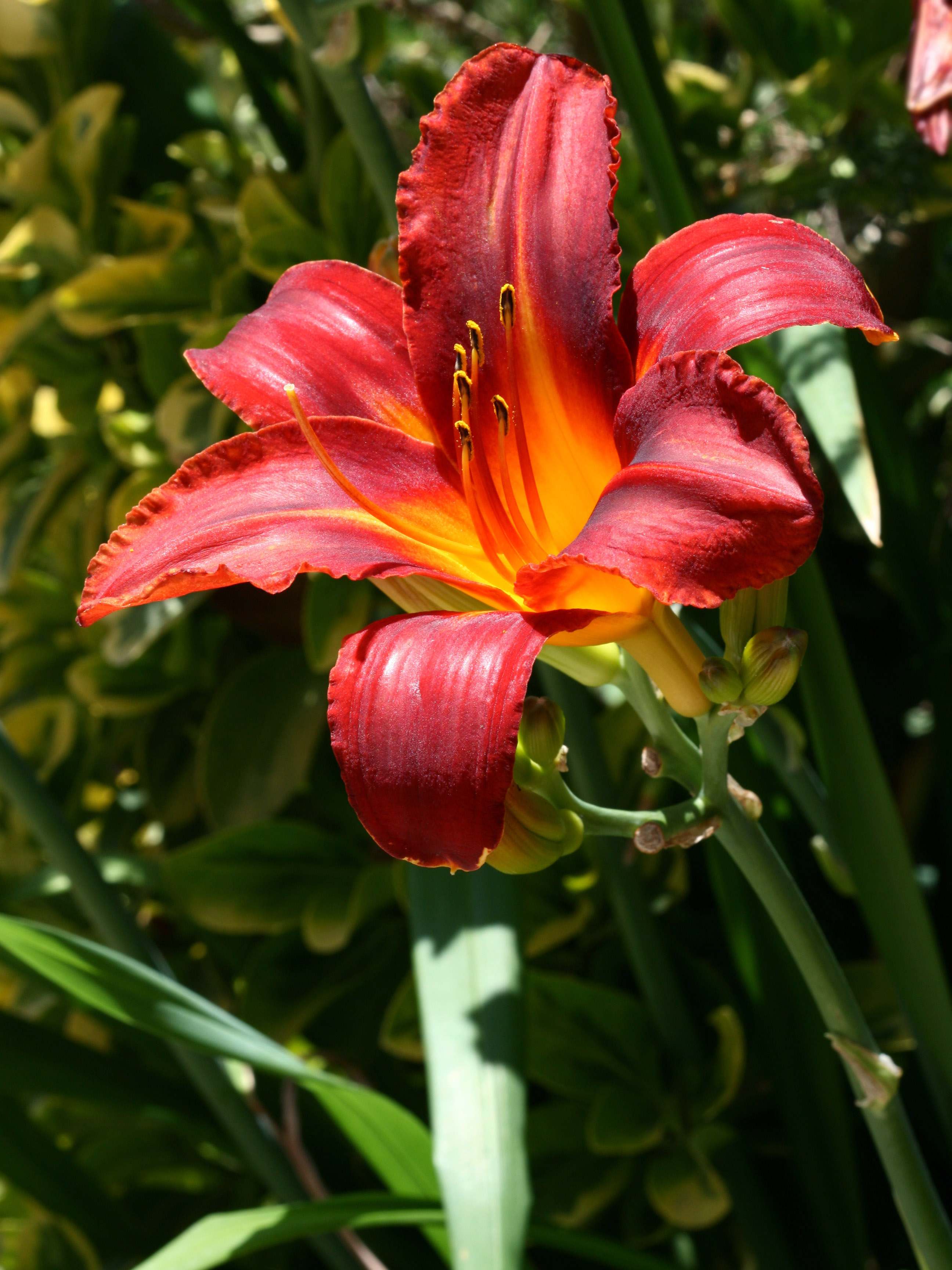
萱草雜交品種Happy Returns

## 形態特徵
根莖
多年生草本，株高約60~80公分，地下叢生多數肉質纖維根及膨大呈紡錘狀塊根。
葉
葉自根部簇生，狹長呈劍狀線形，長30~80公分，寬1~1.8公分，基部抱莖，先端漸尖，全緣，光滑，稍肉質狀。
花
花莖至葉叢抽出，長30~90公分，先端少分枝，花3~9朵成簇，排成圓錐花序，陸續開放
花鮮黃色，下部管狀，長4~5公分，上部鐘形6裂，內輪3片，外輪3片稍寬
雄蕊6枚，突出花被外，花絲線形，花藥略呈丁字形，子房長橢圓形，3室。每日只開一朵，花期甚長。
花形有單瓣或重瓣，漏斗狀，先端淺裂或深裂，花色豐富。春至夏季開花，約3至10月左右。
果實
果實為蒴果，長圓形，長2~4公分，直徑約1.5公分。

## 用途

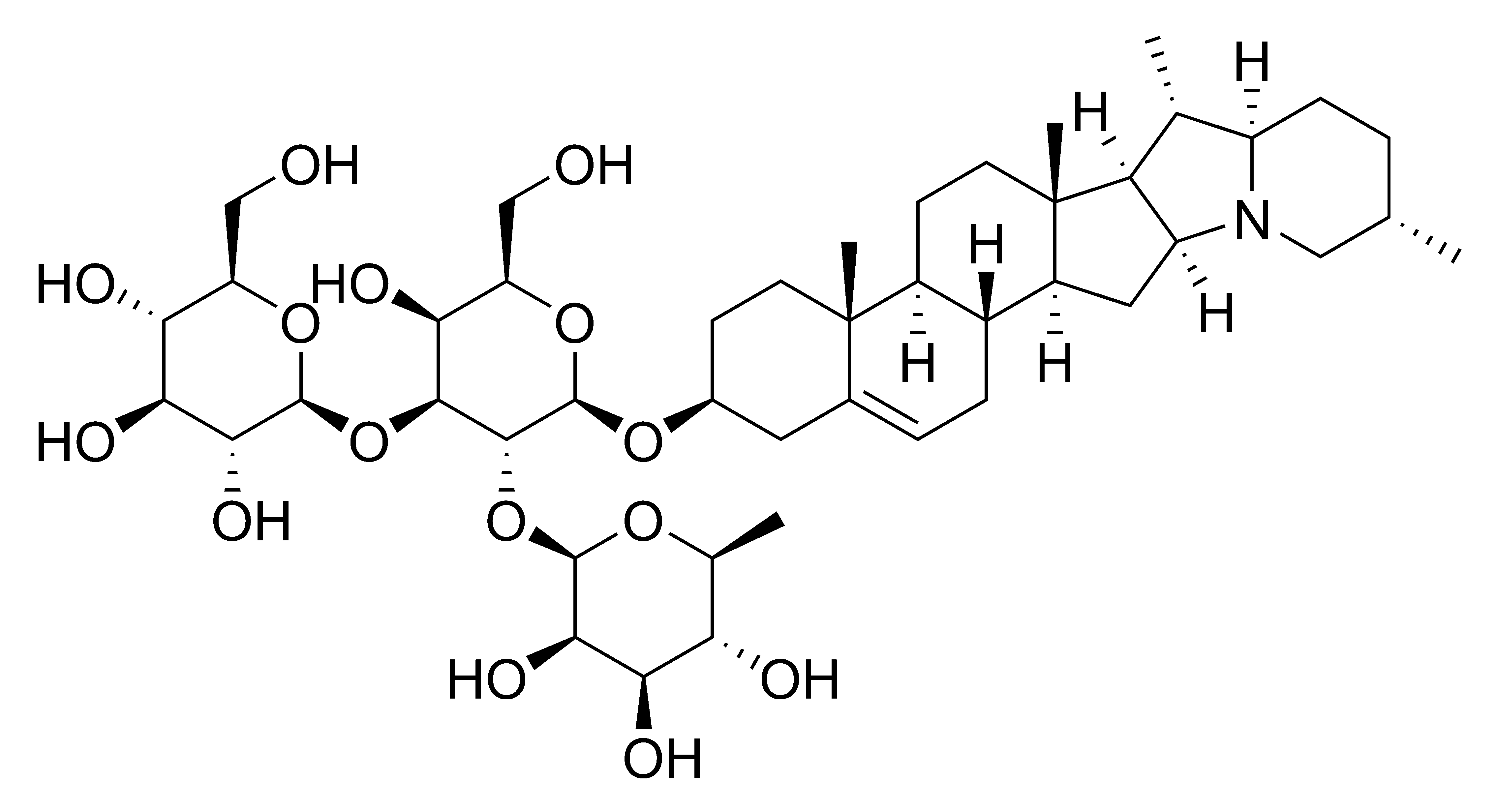
萱草中含有的皂角苷的分子结构，具有催眠效果

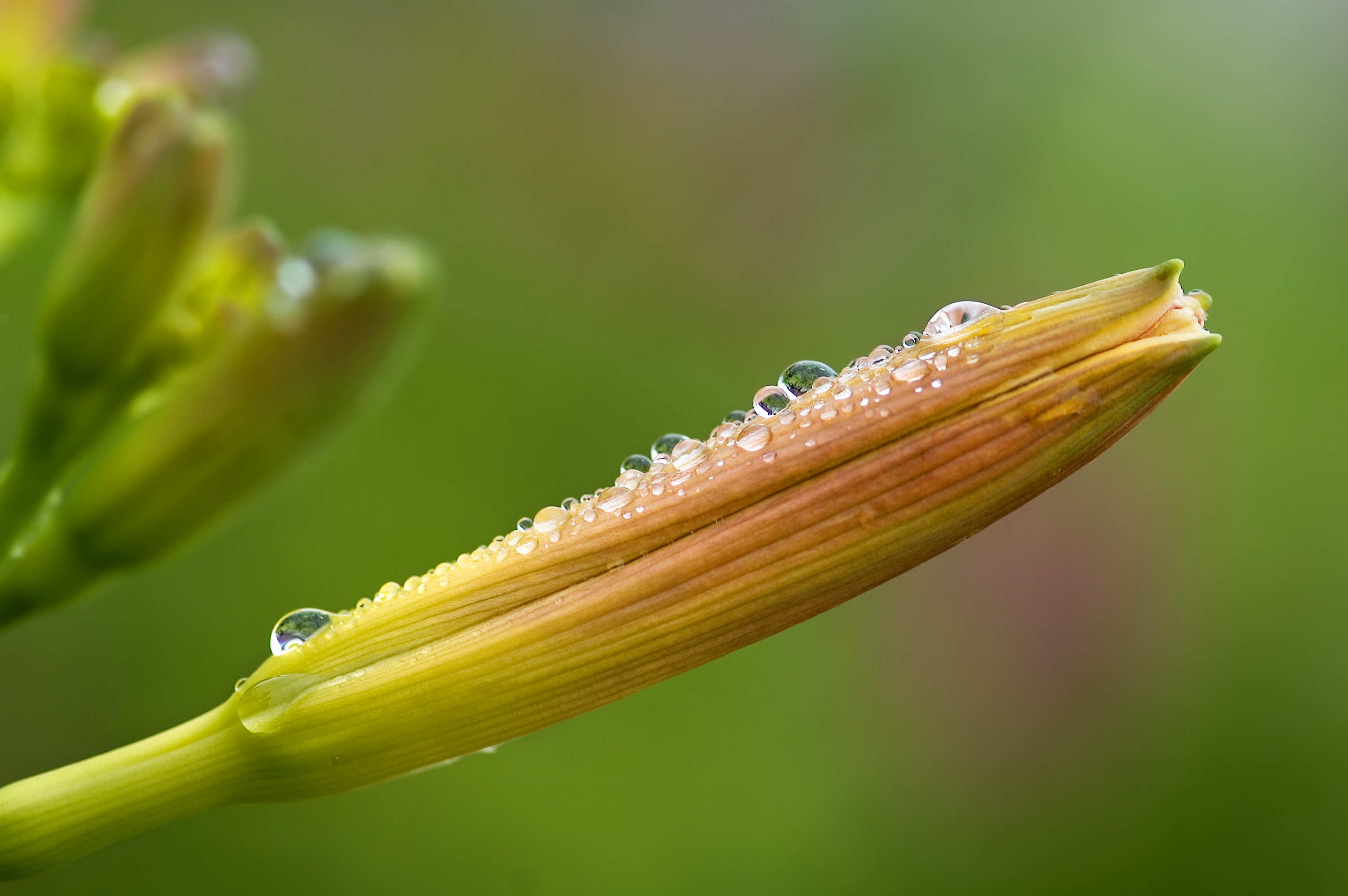
萱草的花蕾

### 藥用
萱草Hemerocallis fulva 的根莖是中藥藥材，可消腫退火。
- 《神農本草經》民國復古輯本：萱草，一名忘憂，一名宜男，一名歧女。味甘，平，無毒。主安五臟，利心志，令心好歡樂無憂，輕身，明目。
- 《本草綱目》上記載：味甘而氣微涼，却濕利水，除熱通淋，可止渴消煩，除憂鬱寬胸膈，令人心平氣和。

## 文化
萱草在中國漢朝時，即有栽種的記錄，時已稱呼為「萱草」。萱草象徵孩子對母親的親情，詩曰：「誰言寸草心、報得三春暉」即指萱草，在華人世界中視其為母親花，相對於歐美採用的康乃馨。宋朝詩人蘇東坡曾有詩：「萱草雖微花，孤秀能自撥，亭亭亂葉中，一一勞心插」，其中的勞心就是指母親的心。
又三國文学家嵇康《养生论》中说：“合欢蠲忿，萱草忘忧，愚智所共知也。”是以别名作“忘忧草”。
成语“椿萱并茂”中的椿和萱指的是香椿和萱草，分別代称父亲和母亲，因为香椿寿命很长，而象征母亲的萱草可以使人忘忧，因此成语的意思是父母均健在、安康。
周华健唱的《忘憂草》中的“忘忧草，忘了就好”和周深歌曲《花開忘憂》的“這是給你的花，花的名字叫忘憂草”等歌詞中就是指萱草。
台東區農業改良場、花蓮改良場有育成觀賞用與食用萱草品種。

### 題詠
- 忘憂花（唐•吳融)

繁紅落盡始淒涼，直道忘憂也未忘。

數朵殷紅似春在，春愁特此繫人腸。

- 萱草（宋•張載）

萱草花開十日餘，花繁日日倍于初。

朝開暮落終非計，栽活青松漸剪除。

- 萱草圖（明•唐寅）

北堂草樹發新枝，堂上萊衣獻壽卮。

願祝一花添一歲，年年長慶賞花時。

- 問萱花（明·符錫）

紫萱開徹滿吟窩，間菊穿籬映淺莎。

見說窮愁君觧釋，還能銷得鬂絲麼。

- 萱草（清•蔡澤苕）

妻妻草色碧如煙，帶露新開態更妍。

我本無憂須爾解，不妨移植北堂前。

- 萱草（清•楊惺惺）

我愛黃花好，開從夏日繁。

宜男真合佩，養性復何言。

蠲忿過于酒，忘憂種在盆。

北堂時一顧，思伯倚庭軒。